# Jeremy (Pearl Jam)
"Jeremy" is een muzieknummer uit 1992 van de Amerikaanse rockband Pearl Jam. Het is afkomstig van het in 1991 uitgegeven album Ten, dat in de Verenigde Staten 13 miljoen keer verkocht is. Het is een van de bekendere nummers van de band. De bekendheid komt mede vanwege het succes van de bijbehorende videoclip welke door MTV werd uitgeroepen tot Best Video of the Year.
In de NPO Radio 2 Top 2000 is het nummer een van de grootste stijgers van de afgelopen jaren. In 2014 stond het nummer op plek 196. Jeremy nummer steeg van plek 1497 in 2012 naar plek 602 in 2013. Van Pearl Jam staan alleen de nummers Black, Just Breathe en Alive op een hogere plek.

## Uitgave
Als single is het nummer buiten de Verenigde Staten in augustus 1992 uitgegeven als derde single afkomstig van Ten. In de Verenigde Staten zelf is het nummer pas in juni 1995 uitgegeven. Daarvoor was de single als duurdere importversie verkrijgbaar. De muziek van het nummer is geschreven door bassist Jeff Ament. 

## Achtergrond
Het nummer is gebaseerd op twee gebeurtenissen. Het ontleent zijn titel aan de 15-jarige Amerikaanse jongen Jeremy Wade Delle, die zich in januari 1991 in zijn klas door zijn hoofd schoot. Pearl Jam-zanger Eddie Vedder las hierover in de krant en begon erover te schrijven. In een interview aan Seattle Sound Magazine in maart 2009 zei Vedder dat hij de behoefte voelde “to take that small article and make something of it—to give that action, to give it reaction, to give it more importance” (om iets van dat kleine artikel te maken - om er iets mee te doen, om een reactie te geven, om het meer belang te geven). Een andere gebeurtenis die Vedder inspireerde was een schietpartij op zijn eigen school in San Diego, waarbij echter geen doden vielen.

## Muziekvideo
Het nummer is vooral bekend geworden door de videoclip die door Mark Pellington werd geregisseerd en in 1992 in Engeland werd opgenomen. De videoclip werd zeer veel door MTV gedraaid en won vier prijzen tijdens de 1993 MTV Video Music Awards, inclusief Best Video of the Year. Een eerdere versie van een videoclip werd in 1991 door Chris Cuffaro geregisseerd, maar deze werd uiteindelijk afgewezen door platenmaatschappij Epic omdat het woord "fuck" er in voorkwam en een scène van een jongen met een pistool in zijn mond.
In 2013 stelden de lezers van Rolling Stone de The 10 Greatest Music Videos of the 1990s samen met de videoclip van Jeremy op plek 3.
Na het succes van de videoclip van Jeremy werd pas in 1998 een nieuwe videoclip (van het nummer Do the Evolution) van Pearl Jam uitgegeven. Deze videoclip was echter volledig geanimeerd.

## Liveoptredens
Jeremy werd voor het eerst in mei 1991 live gespeeld. Alleen Even Flow, Alive en Black werden vaker live gespeeld. Pearl Jam heeft het nummer onder meer gespeeld tijdens de sessie voor MTV Unplugged in 1992 en tijdens de 1992 MTV Video Music Awards. Pearl Jam heeft Jeremy ook gespeeld tijdens Pinkpop 1992.

## Hitnotering

### NPO Radio 2 Top 2000
| Nummer met noteringen in de NPO Radio 2 Top 2000 | '12  | '13 | '14 | '15 | '16 | '17 | '18 | '19 | '20 | '21 | '22 | '23 | '24 |
| ------------------------------------------------ | ---- | --- | --- | --- | --- | --- | --- | --- | --- | --- | --- | --- | --- |
| Jeremy                                           | 1497 | 602 | 196 | 195 | 155 | 136 | 156 | 158 | 195 | 187 | 204 | 230 | 245 |

1. ↑  Een vetgedrukt getal geeft de hoogste notering aan.
2. ↑  2012 was het eerste jaar met een notering voor dit nummer.